# Історія Шотландії

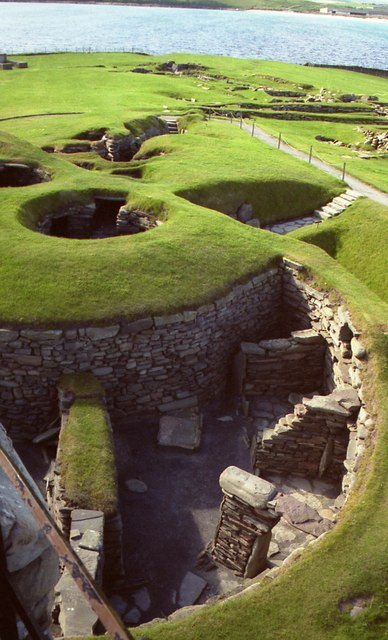
Руїни поселення Ярлсгоф (XXV ст. до н. е. — XVII ст. н. е.), Доісторична пам'ятка на Шетландських островах у Шотландії.

Істо́рія Шотла́ндії охоплює понад 10 000-річний період. Її заселення розпочалось у добу голоцену, а точніше під час закінчення останнього льодовикового періоду (в палеоліті).

## Доба мезоліту та неоліту
Доісторична Шотландія вступила у добу неоліту близько 4000 р. до н. е., бронзову — близько 2000 р. до н. е. і залізну — близько 700 р. до н. е. Шотландія пережила кілька хвиль міграцій різних племен з материка. Першою хвилею міграції були мисливці, що заселили територію після танення льодовика — це відбулося близько 8000 року до н. е. Близько 4000 року до н. е. Шотландію заселяють неолітичні скотарі і землероби — загадкові племена неіндоєвропейського походження — творці мегалітичної культури, будівничі мегалітичних споруд — дольменів, кромлехів, менгірів та курганів з кам'яними гробницями. Поселення доби неоліту збереглися в прекрасному стані і є справжньою скарбницею для археологів завдяки тому, що дерева в Шотландії бракувало і неолітичні племена будували свої поселення з каменю.

## Давня історія
Британські острови, в тому числі і територія нинішньої Шотландії були відомі ще фінікійцям та давнім грекам, проте вони мали про них дуже приблизні уявлення — фінікійські купці, які купляли в аборигенів олово та мідь приховували свої знання про ці землі. Письмова історія Шотландії розпочинається з приходу давніх римлян в І столітті. Античні автори, зокрема, Амміан Марцеллін, Птомелей повідомляють про низку племен, що населяли Шотландію (очевидно, різного етнічного походження): каледони, дікаледони, вертуріони, корнавії, луги, керени, смерти, карнонаки, креони, епідії, вакомаги, деканти, тедзали, венікони. Серед цих племен, як вважається, були і кельтські племена і більш давні аборигени доіндоєвропейського походження. Про неіндоєвропейське походження деяких давніх племен Шотландії свідчать звичаї (описані античними авторами), які не відомі ні кельтським племенам ні іншим індоєвропейським народам: сильні пережитки матріархату, успадкування титулу вождя, а потім і короля по материнській лінії, специфічні форми шлюбу, оригінальні твори мистецтва та ін.
Північні кордони римської провінції Британія окреслив Вал Антоніна, який простягнувся від Ферт-оф-Клайда до Ферт-оф-Форта. На північ лежала територія Каледонії, де жили пікти, назва яких з латини перекладається як розфарбовані. У зв'язку з постійними вторгненнями цих войовничих племен римські легіони змушені були повернутися на Адріанів вал і відмовитися від території на початку III століття. Давня назва Шотландії — Каледонія — загадкова і має незрозуміле походження. Були спроби пояснити цю назву виходячи з кельтських мов — пояснювали як «земля за лісом», але таке пояснення видається дослідникам штучним. У давніх кельтських та ірландських легендах Шотландія називається Альба. Ірландські джерела повідомляють про існування королівства Альба ще у глибоку давнину, походи ірландських вождів та королів в Альбу і походи вождів Альби в Ірландію. Повідомляється, що близько 1000 р. до н. е. одне з аборигенних племен Альби — круіхні — переселилося на територію Ірландії і жило там аж до епохи середньовіччя. У істориків ці повідомлення викликають сумніви.

## Раннє і високе Середньовіччя
На початку раннього середньовіччя племена Шотландії різного етнічного походження під тиском бритів, ірландців, англів, саксів злилися в один етнос який сучасники називали «пікти». Пікти утворили королівство піктів, яке в ірландських джерелах називається королівство Альба. З історичних хронік раннього середньовіччя (Беда, Адамнан) відомі імена піктських королів Альби. Серед них найбільш славетними королями були Бріде син Маелгуна (VI ст.), Бріде син Білі (VII ст.), Ойнуст син Вургуйста (VIII ст.). Королівство піктів Альба існувало у V — ІХ століттях і було знищене племенем скоттів. Пікти — найбільш загадковий народ середньовіччя були майже повністю знищені скоттами. Рештки піктів були асимільовані. Скотти — ірландське плем'я, що переселилося з Ірландії в Шотландію в IV столітті. За джерелами ІХ і Х століття, на західному узбережжі Шотландії у VI столітті було засновано ґельське королівство Дал Ріада. У наступному сторіччі ірландський місіонер Колумба заснував монастир на острові Йона, чим положив початок поширенню кельтського християнства. Святий Колумба здійснив місію до короля піктів Бріде в його фортецю, що була розташована на берегу острова Лох-Несс. Король Бріде дозволив йому проповідувати християнство серед піктів, хоча сам, очевидно, в християнство не навернувся. За свідченнями Беди та Адамнана Колумба «проповідував християнство через перекладача» — очевидно мови піктів та ірландців настільки відрізнялися, що вони не розуміли один одного.
У той же період англи завоювали бритську територію й утворили англосаксонське королівство Берніцію, що пізніше стало частиною королівства Нортумбрії. 843 року король Дал Ріади Кеннет Макальпін завоював піктів, об'єднавши держави скотів і піктів, утворив Шотландське королівство. Пікти були майже повністю знищені і зникли з історичної арени, їхня мова була забута. У шотландії панівною і єдиною на довгий час стала мова і культура скоттів — яка була ідентична північному діалекту ірландської мови. Вона досі збереглася на півночі Шотландії і називається гельська мова.
Шотландією правили нащадки Кеннета, відомі як  Макальпіни . Вони постійно воювали між собою за спадок. У 945 році південну частину Шотландії — Старклайд захопив англійський король Едмунд І. Але потім провінція була повернена шотландському королю Малкольму І. В часи правління короля Індульфа І (954–962) шотландці захопили фортецю, яку пізніше назвали Единбург — свій перший опорний пункт в Лотіані. У той період в Шотландії влада короля була нетривка — Шотландія була роздроблена на володіння окремих кланів між якими постійно йшла ворожнеча і війна. Під час правління Малкольма II єдність Шотландії зміцніла. У 1018 році Малкольм II розгромив англо-саксонське королівство Нортубрію, яке зазіхало на шотландські землі, у битві під Кареме.
Норманське завоювання Англії у 1066 році мало вплив і на Шотландію. Малкольм III одружився з Маргаритою — сестрою Едгара Етелінга — скинутого англо-саксонського претендента на англійський трон, який тепер отримав підтримку з боку Шотландії. Маргарита зіграла важливу роль у зменшенні впливу кельтської форми християнства в Шотландії. ЇЇ син Давид І став сильним і владним королем. У добу середньовіччя постійно точилися війни між Шотландією та Англією. Онук Давида І — Вільгельм І Лев, скориставшись піднятим проти англійського короля Генріха II повстанням його синів, спробував повернути собі провінцію Нортумберленд, що колись належала Шотландії, але була втрачена. Шотландська армія вирушила в похід, але була розбита в битві під Алніком у 1174 році. Король Вільгельм І Лев потрапив у полон. Повернути собі свободу він зміг тільки після підписання договору в Фалезе, згідно з яким він визнавав себе васалом англійського короля, а шотландську церкву підпорядковану англійській. Пізніше ці ганебні умови було розірвано — шотландська церква стала незалежною, а англійський король Річард І Левове серце визнав повну незалежність Шотландії отримавши викуп 10 000 золотих марок (йому потрібні були гроші для хрестового походу).

## Війна за незалежність Шотландії
Останній з династії король Малкольм II помер на початку XI століття, не залишивши спадкоємців. Королівство отримав син його дочки Дункан I, який започаткував нову королівську династію, відому сучасним істориками як Данкельдська династія. Останній король цієї династії Александр III помер 1286 року, залишивши спадкоємницею тільки свою внучку Маргарет (Норвезька Діва). Але 1290 року вона сама трагічно загинула в корабельній аварії на шляху до Шотландії. Англія за Едуарда I скористалась боротьбою за шотландський престол і вдерлась до Шотландії.
Як наслідок, наприкінці XIII — початку XIV століття спалахнули Війни за незалежність Шотландії. Англійцям спочатку вдалося захопити Шотландію — англійська армія вдерлася в Шотландію і розгромила шотландців в битві під Спотсмуром у 1296 році. Король Іоан потрапив у полон і зрікся престолу на користь англійського короля. За це він був позбавлений лицарства та гербу і був названий Іоан Порожній Плащ. Англійський король Едуард І оголосив себе королем Шотландії і вона втратила незалежність. Окупаційний режим англійців був жорстоким.
Шотландці здійняли повстання під проводом Вільяма Воллеса та Ендрю де Морея у 1297 році. Англійська армія у битві на Стерлінгському мості була розгромлена. Але Едрю де Морей був поранений в битві і помер. Вільяма Воллеса обрали «Охоронцем Шотландії». Але почалися чвари і конфлікти між ватажками кланів щодо шотландського трону. Англійський король Едуард І зібрав новий похід у 1298 році — шотландці були розгромлені у Фолкерській битві. Воллес вимушений був тікати і переховуватись. Його зрадив лицар Джон де Мейтейс у 1305 році. Воллеса захопили англійці. Воллес був звинувачений у державній зраді, але він відмовився визнавати англійського короля своїм королем, був страчений в Лондоні 23 серпні 1305 року.
Повстання шотландців очолили Едуард Брюс та Комін Рудий. Після довгої і важкої боротьби Едуард Брюс розгромив англійців в битві під Беннокберном у 1314 році і був проголошений королем Шотландії. Проте після смерті Едуарда Брюса війна спалахнула знову — англійський король Едуард III підтримав Едуарда баліоля який хотів захопити трон у нащадків Едуарда Брюса.
Остаточна перемога Давида II підтвердила незалежність Шотландії. Коли Давид II помер, не залишивши нащадків, його племінник Роберт II заснував династію Стюартів, що правила Шотландією протягом наступних трьох століть. Яків VI, король Шотландії, також успадковував трон Англії 1567 року.

## Нова доба
Стюарти правили обома незалежними королівствами доти, доки 1707 року не був ухвалений Акт про Союз, яким Англія і Шотландія об'єднались у нову державу, Королівство Великої Британії. Королева Анна була останнім монархом з династії Стюартів, яка правила до 1714 року. З 1714 року Великою Британію послідовно правили Ганноверська і Саксен-Кобург-Готська (Віндзорська) династії, що були пов'язані з їхнім походженням від Якова VI і І з дому Стюартів.
Під час Шотландського Просвітництва і промислової революції Шотландія стала однією з могутніх комерційних, наукових і промислових центрів Європи. Водночас Шотландія зазнали й негативний вплив промислової революції. У 1826–1828 роках відбулась депортація шотландських горців.
Після Другої світової війни Шотландія зазнала різкого промислового спаду, але на початку XXI століття спостерігалось культурне та економічне відродження краю.